# 11 minut (film)
11 minut – polsko-irlandzki thriller z 2015 roku w reżyserii Jerzego Skolimowskiego.
Film był pokazywany w głównej sekcji konkursowej 72. Międzynarodowego Festiwalu Filmowego w Wenecji oraz w sekcji Masters w Międzynarodowym Festiwalu Filmowym w Toronto. Film został wybrany jako polski kandydat do Oscara w sekcji filmów obcojęzycznych za rok 2015.

## Fabuła
Współczesne wielkie miasto i grupa jego mieszkańców, których życia przeplatają się ze sobą. Te same 11 minut z życia różnych postaci przedstawione w równoległych opowieściach: obsesyjnie zazdrosny mąż, jego żona-aktorka, podstępny hollywoodzki reżyser, kurier rozwożący narkotyki, mający niejasną przeszłość sprzedawca hot dogów, dziewczyna z ukochanym psem, sfrustrowany uczeń w ryzykownej misji, alpinista myjący hotelowe okna, ekipa pogotowia ratunkowego, grupa zakonnic i sędziwy malarz. Przed upływem ostatniej sekundy jedenastej minuty ich los łączy wydarzenie, które definitywnie zaważy na ich życiu.

## Obsada
- Richard Dormer − reżyser Richard Martin
- Paulina Chapko − Anna Hellman
- Andrzej Chyra − sprzedawca hot dogów
- Wojciech Mecwaldowski − Hellman, mąż Anny
- Agata Buzek − alpinistka
- Piotr Głowacki − alpinista
- Dawid Ogrodnik − kurier
- Mateusz Kościukiewicz – były chłopak dziewczyny z psem
- Ifi Ude – dziewczyna z psem
- Jan Nowicki – malarz
- Anna Maria Buczek – lekarka Ewa Król
- Łukasz Sikora – chłopak
- Grażyna Błęcka-Kolska – ciężarna
- Janusz Chabior – Maciej, umierający mężczyzna
- Marta Dąbrowska – zakonnica
- Elżbieta Jodłowska – zakonnica
- Magdalena Mirek − zakonnica
- Katarzyna Z. Michalska – zakonnica
- Diana Zamojska – siostra Karolina
- Grzegorz Goch – recepcjonista
- Elżbieta Matynia – kochanka kuriera
- Mirosław Zbrojewicz – mąż kochanki kuriera
- Ryszard Ronczewski – mężczyzna w tv
- Kamila Górska – dziewczyna
- Dave Price – prawnik; członek zespołu
- Lech Łotocki
- Marcin Sztabiński
- Stanisław Madej
- Magdalena Woleńska
- Daniel Szczypa
- Rafał Iwaniuk
- Tomasz Krzemienicki

## Nagrody
- Wenecja (MFF) – Wyróżnienie Specjalne Jury Młodych (2015)
- Festiwal Polskich Filmów Fabularnych – Nagroda Specjalna Jury za „oryginalność koncepcji artystycznej” (2015)
- Festiwal Polskich Filmów Fabularnych – Nagroda za montaż (dla Agnieszki Glińskiej)
- Festiwal Polskich Filmów Fabularnych – Nagroda za muzykę dla Pawła Mykietyna